# Alexander Fraser (1er baronnet)
Pour les articles homonymes, voir Alexander Fraser et Fraser.
Alexander Fraser, 1er baronnet (c. 1607- 1681), est un médecin anglais

## Biographie
Il est le médecin principal du roi Charles II d’Angleterre. Il a également accompagné Charles Ier lors de son emprisonnement au château de Carisbrooke. En 1667, Edmund Berry Godfrey le poursuit pour une dette de 30 £ de bois de chauffage et Fraser est brièvement emprisonné. Cependant, le roi le fait libérer et Godfrey est emprisonné et ses huissiers de justice fouettés. Godfrey est libéré après une grève de la faim. 
Fils d'Adam Fraser, il épouse Mary Carey, quatrième fille de Ferdinando Carey, et son épouse, Philippa Throckmorton. Leur fille, Carey Fraser (née vers 1660), est l'épouse de Charles Mordaunt, comte de Monmouth et Peterborough. 
Il est créé le 2 août 1673 baronnet Fraser, de Dores (ou Doores, Durris, etc.), dans le comté historique de Kincardine. 